# Haval H5

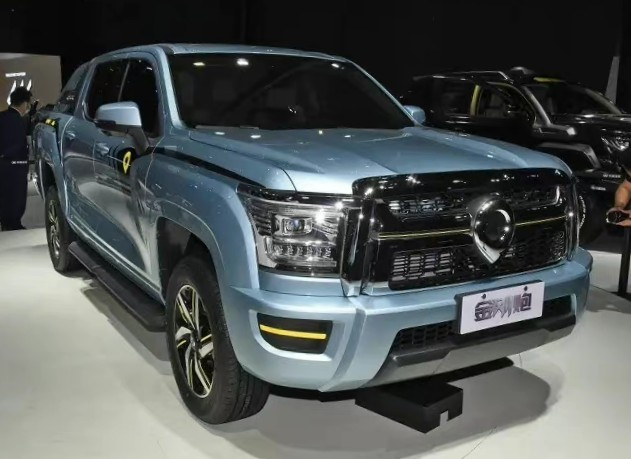
Great Wall King Kong Cannon — прародитель второго поколения Haval H5

Haval H5 — среднеразмерный внедорожник, выпускающийся с 2010 по 2020 год и с 2023 года компанией Haval — подразделением китайского автопроизводителя Great Wall Motors.

## Первое поколение (2010—2020)
Первое поколение автомобилей Haval H5 производилось с июня 2010 года. Автомобили оснащались бензиновыми двигателями внутреннего сгорания Mitsubishi 4G63 и Mitsubishi 4G69S4N объёмом 2,0 и 2,4 литра, мощностью 109 л. с. В октябре 2010 года в моторную гамму был добавлен двигатель GW4D20 мощностью 150 л. с. При разработке модели был учтён опыт Isuzu Axiom и Mazda CX-7. С 2011 года модель продаётся в Австралии под индексами X200 и X240. В июле 2011 года автомобиль прошёл рестайлинг. С 2020 года модель выпускается в России, в Тульской области.

### Галерея

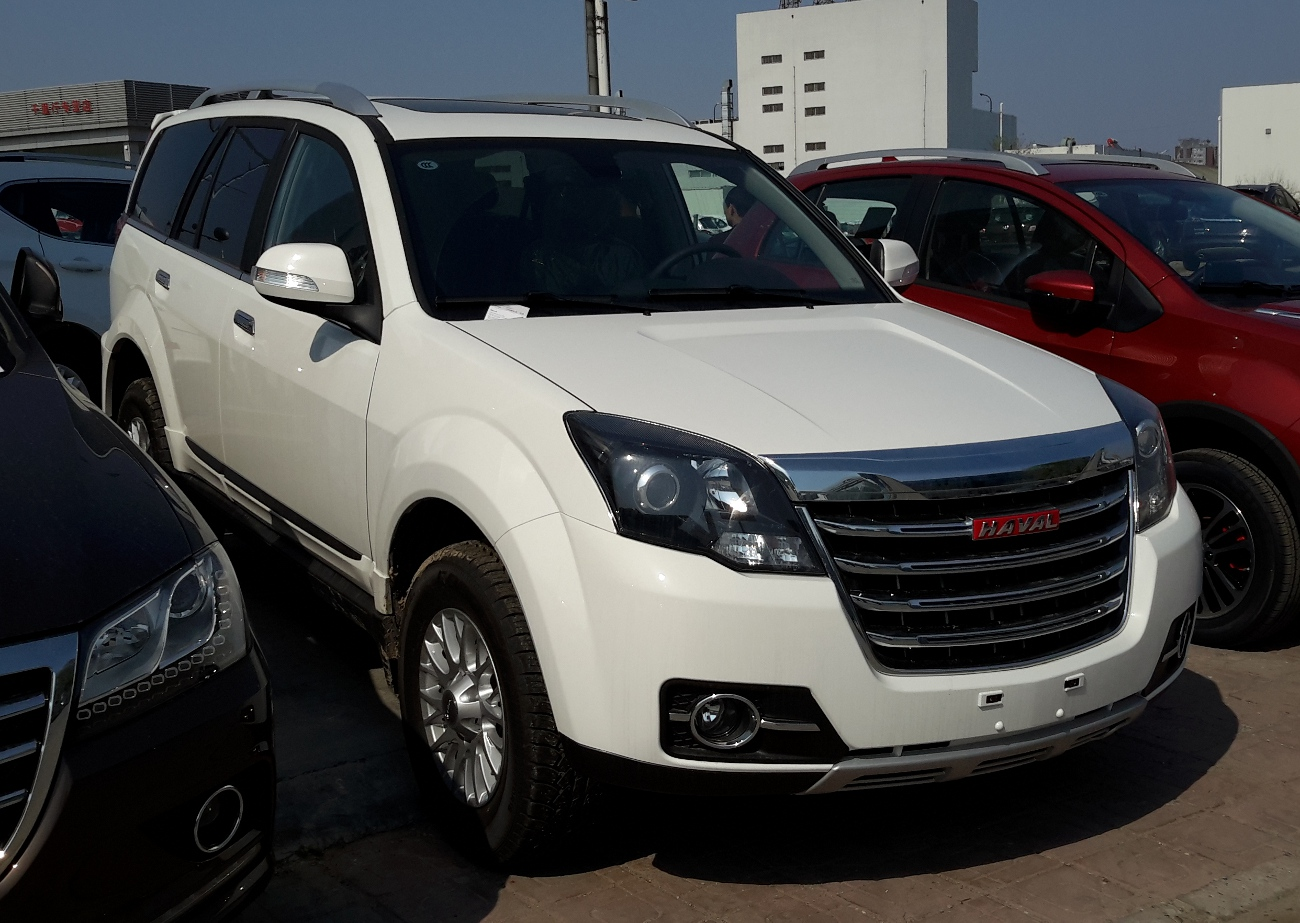
Haval H5 с красным логотипом Haval
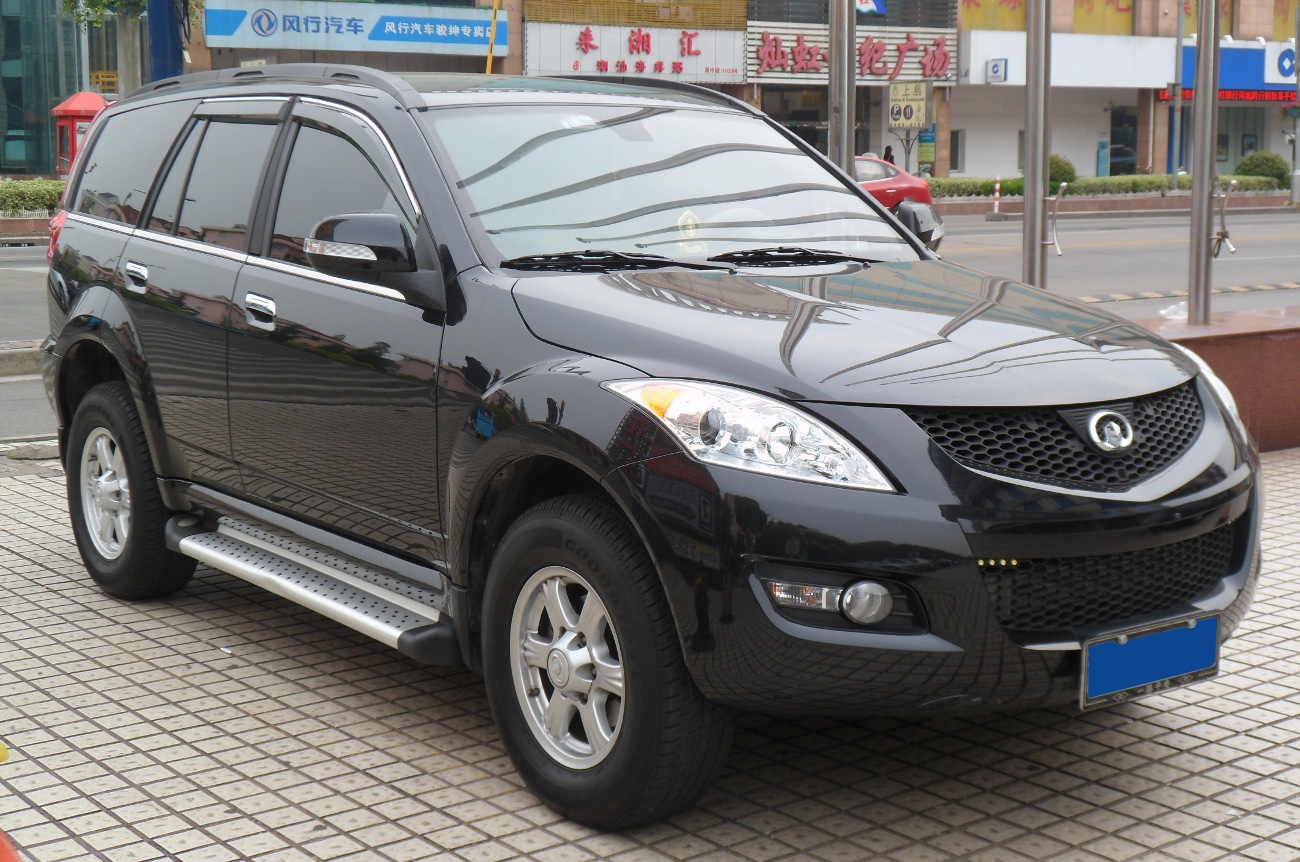
Great Wall Haval H5
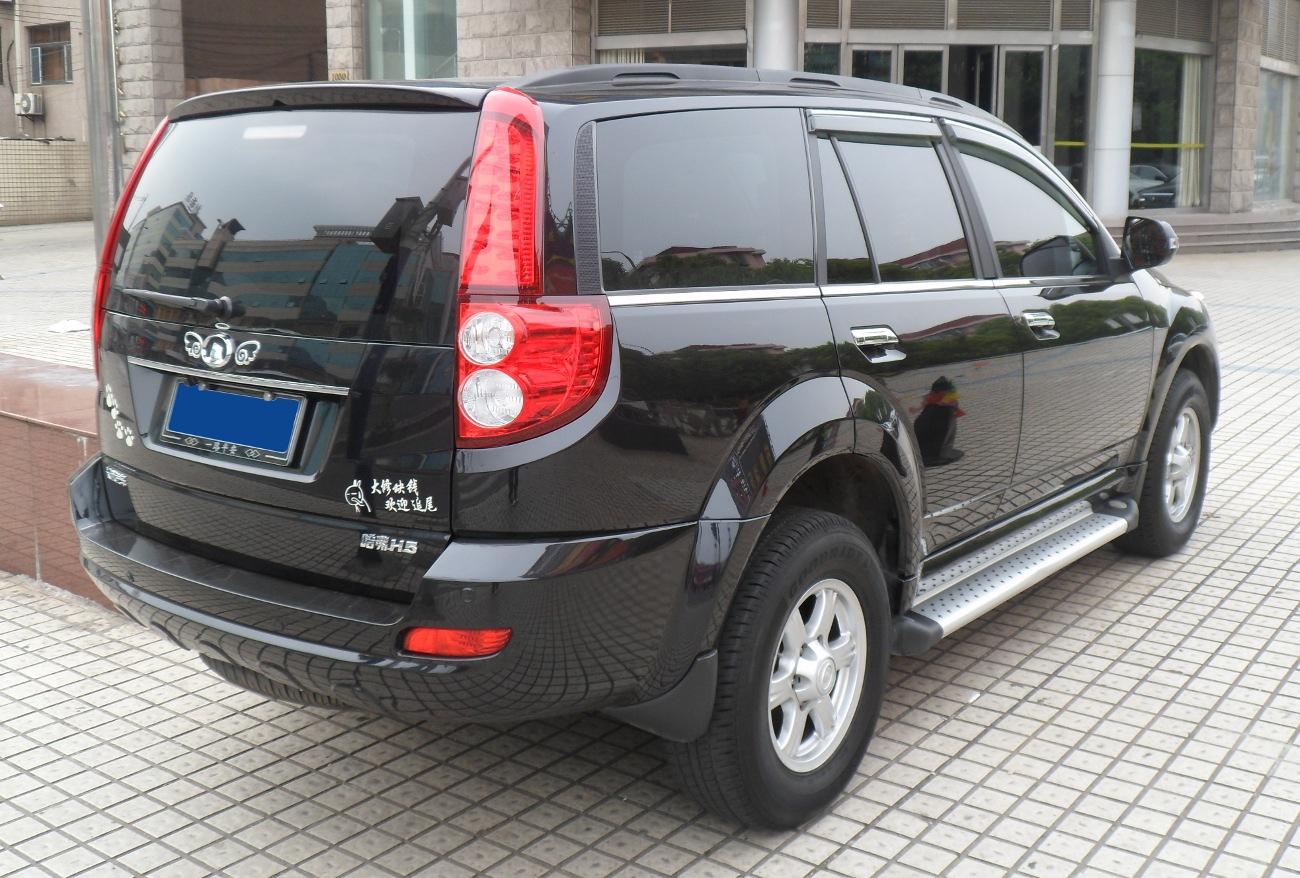
Вид сзади
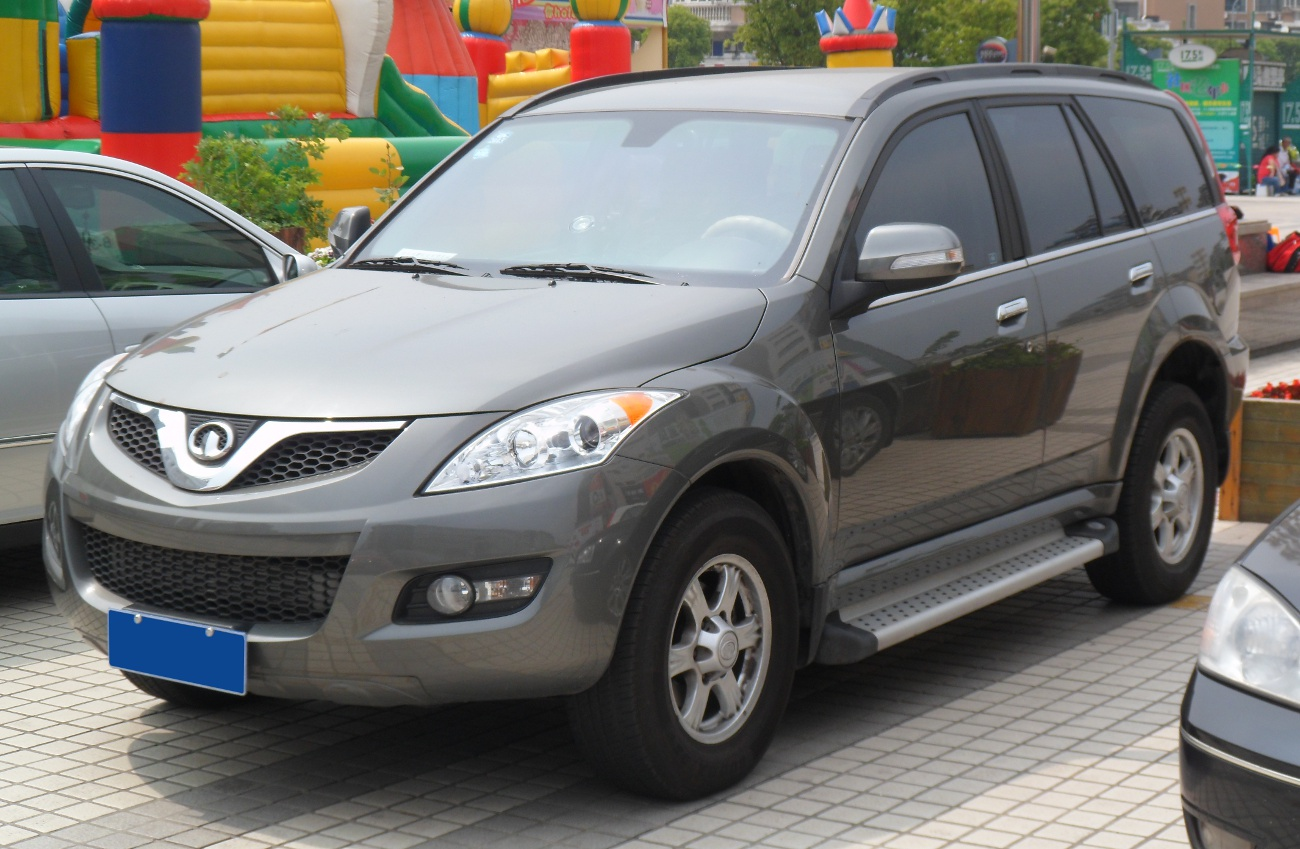
Рестайлинг передней части
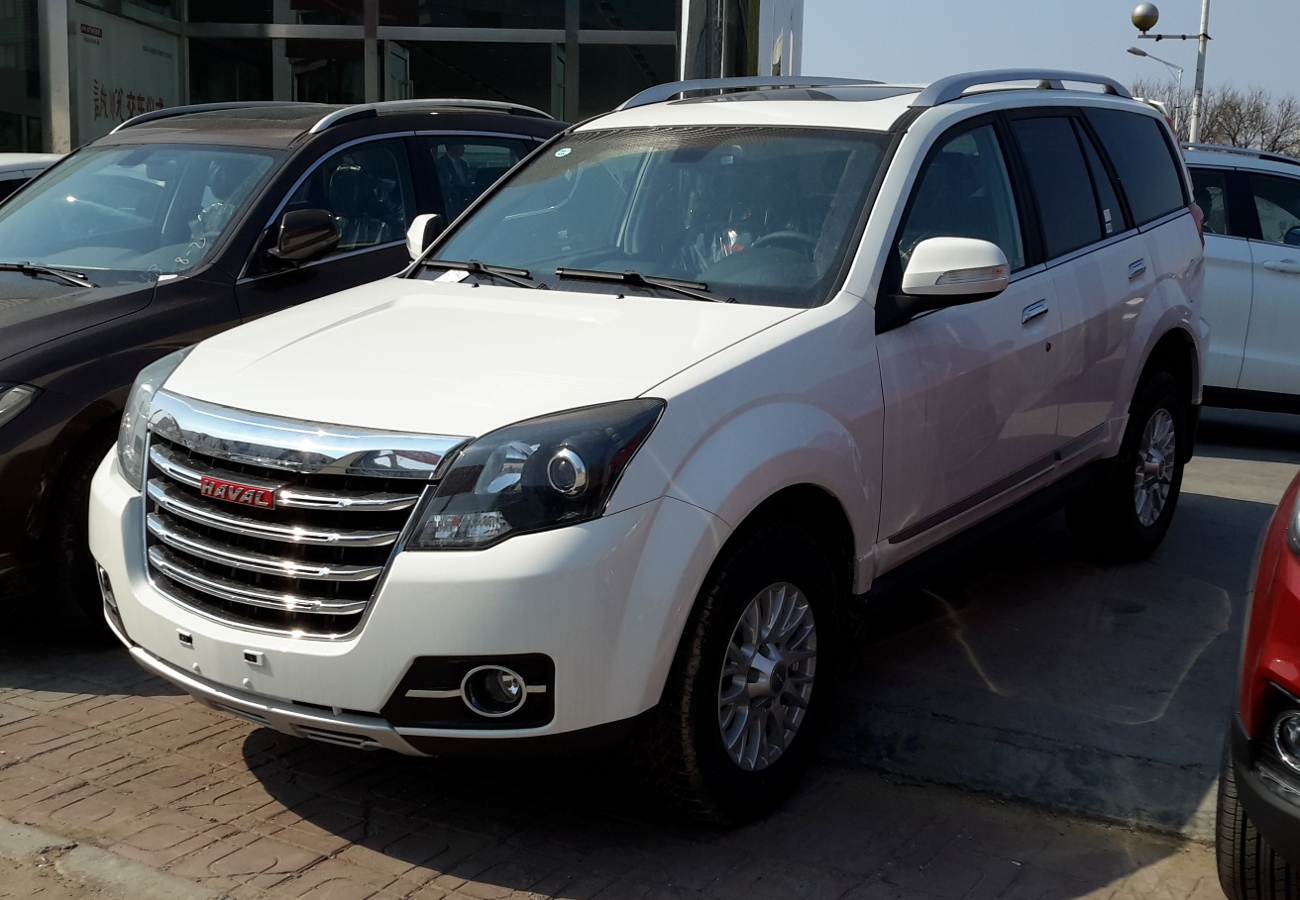
Haval H5 с красным логотипом Haval
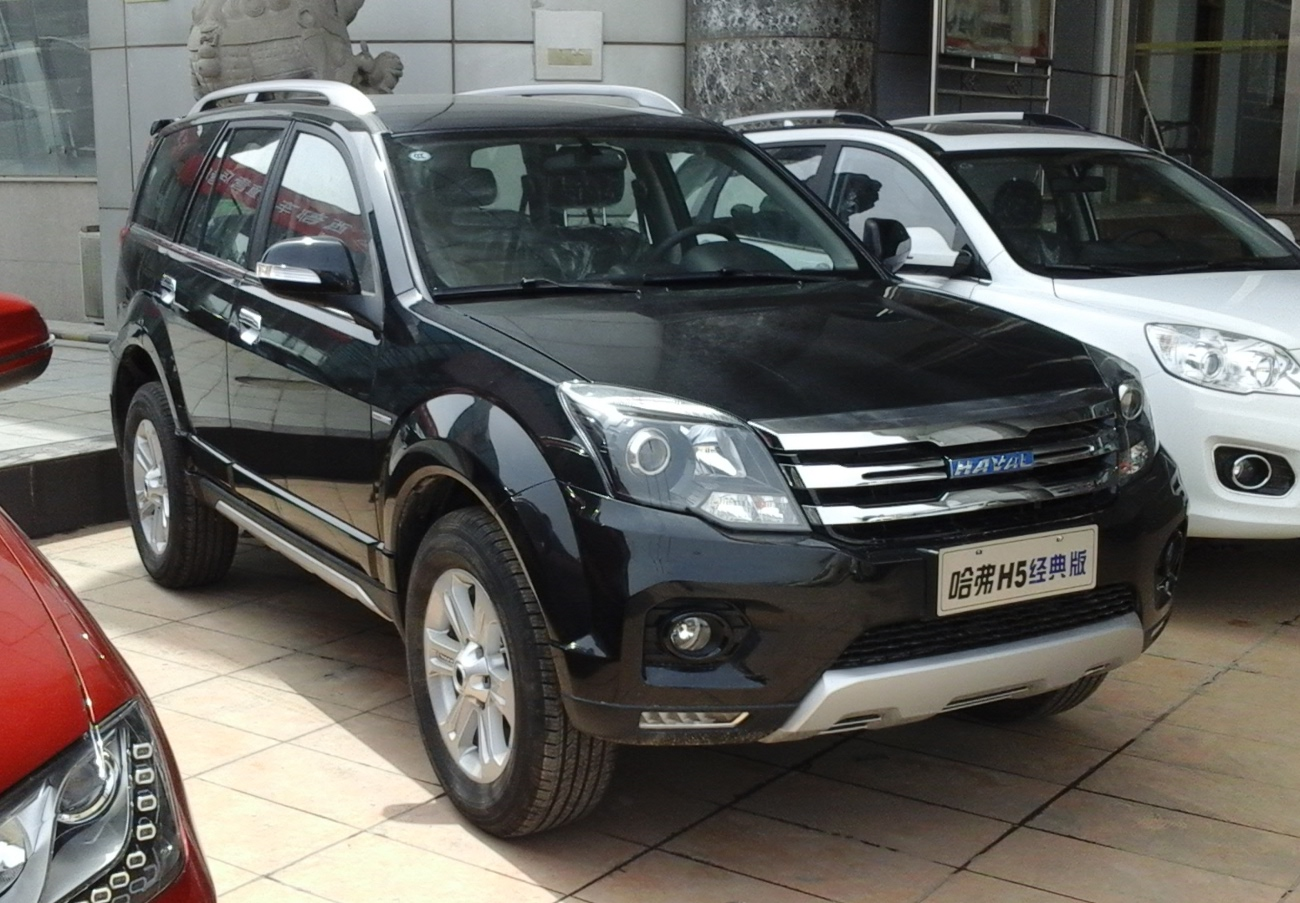
Haval H5 Blue Label
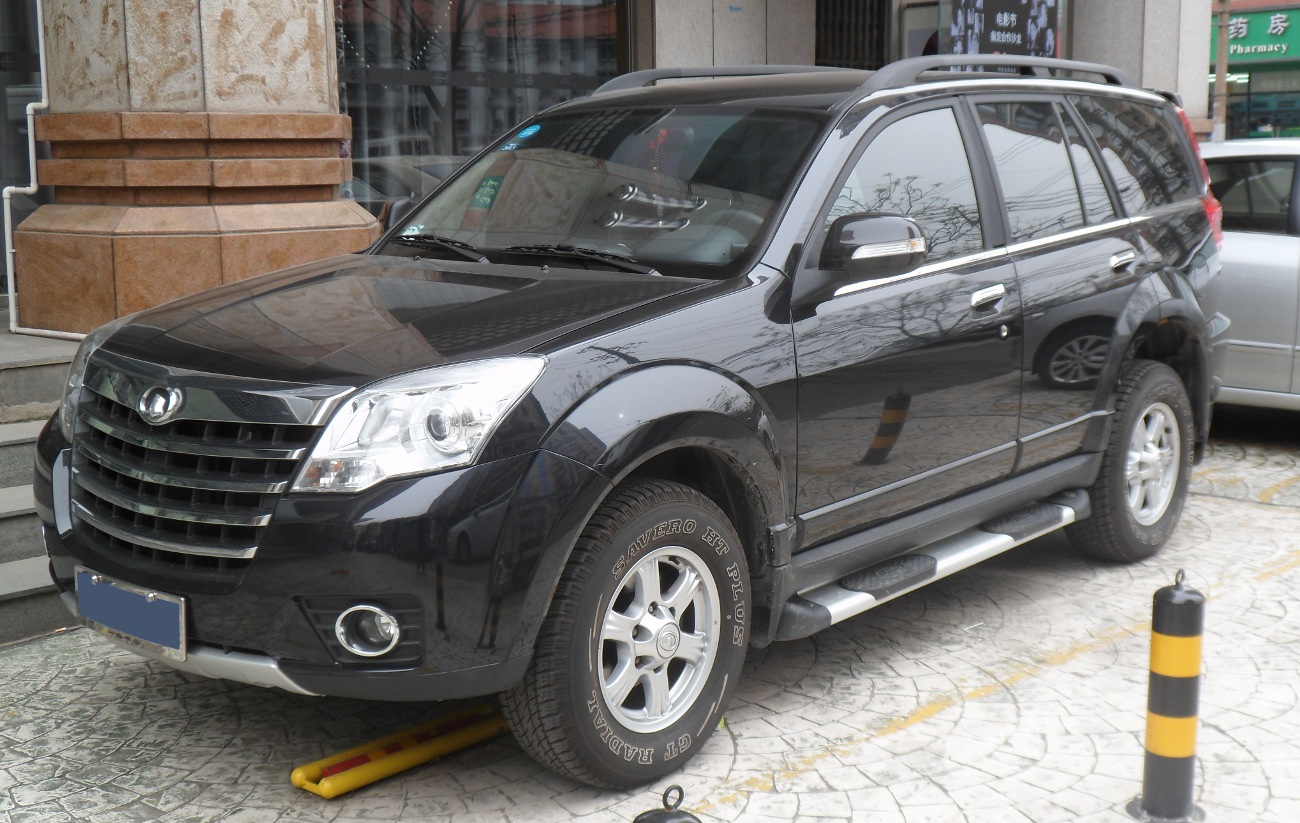
Great Wall Haval H5 GKC Edition

## Второе поколение (2023—настоящее время)
В марте 2023 года производство автомобилей Haval H5 было возобновлено. Модель базируется на платформе полноразмерного пикапа Great Wall King Kong Cannon, оснащается бензиновыми двигателями внутреннего сгорания объёмом 2 литра, мощностью 164—224 л. с. Конкурентами являются Tank 500, Renault Duster, УАЗ Патриот, LADA Niva Legend и LADA Niva Travel.

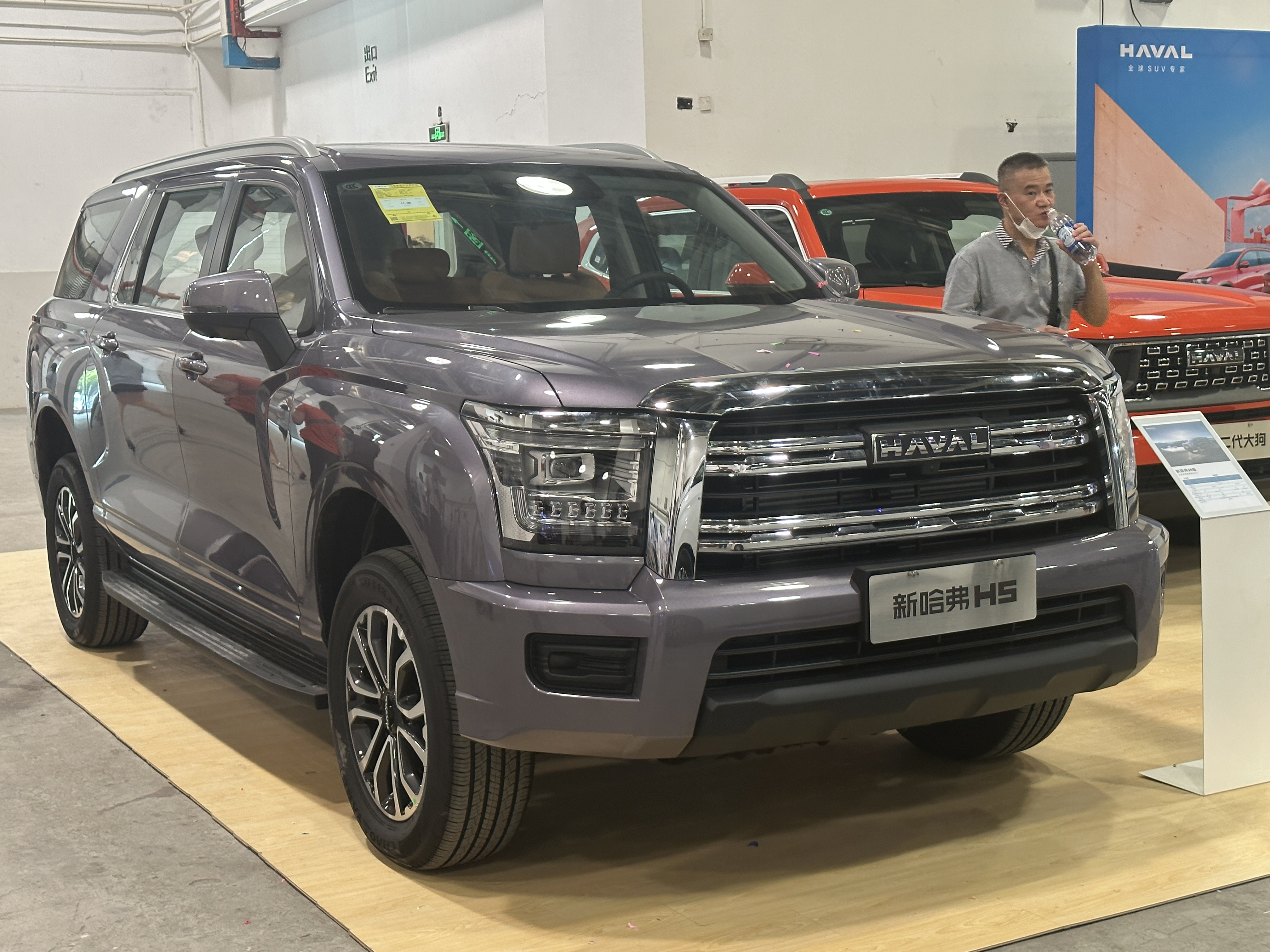
Вид спереди
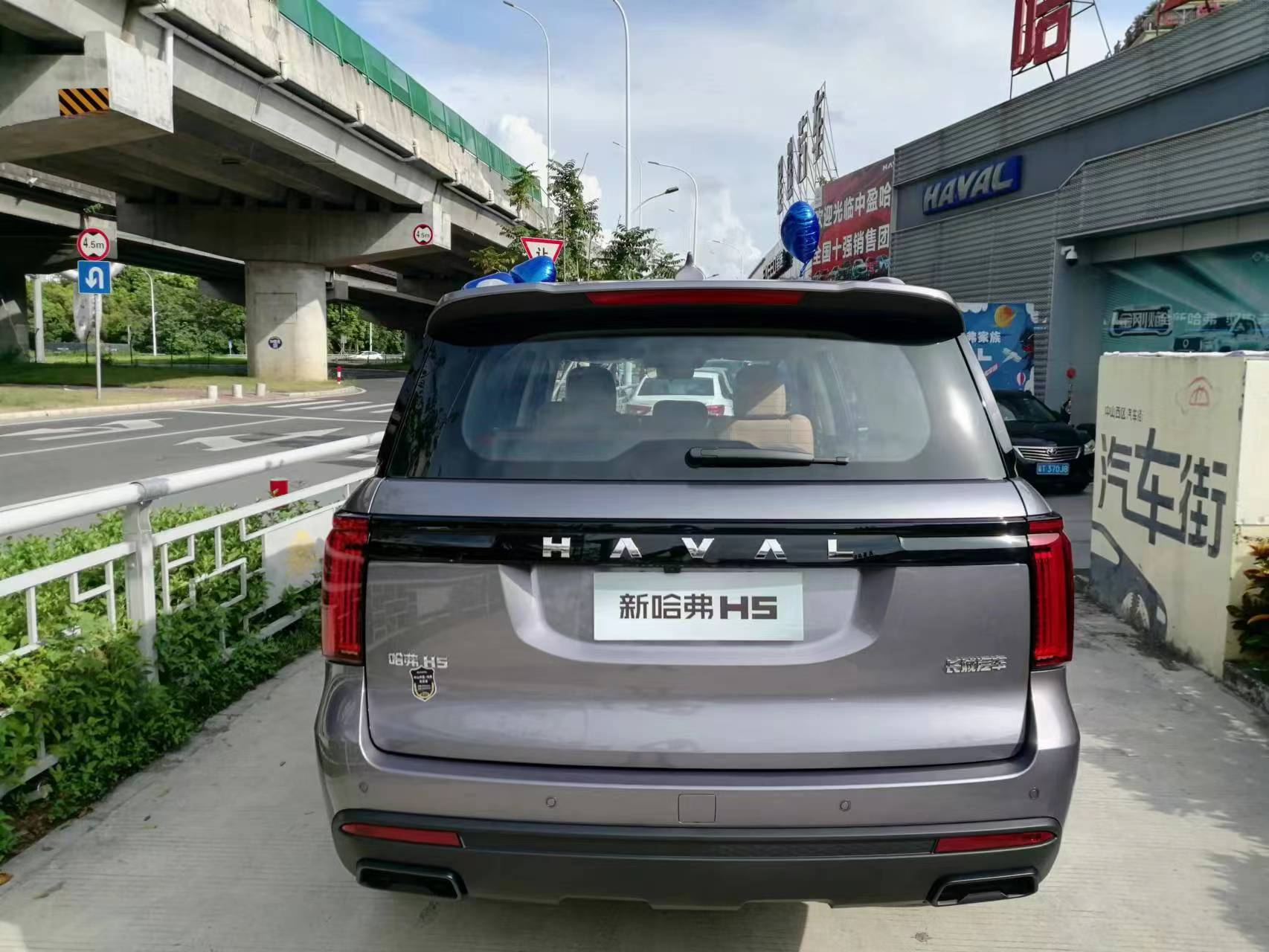
Вид сзади
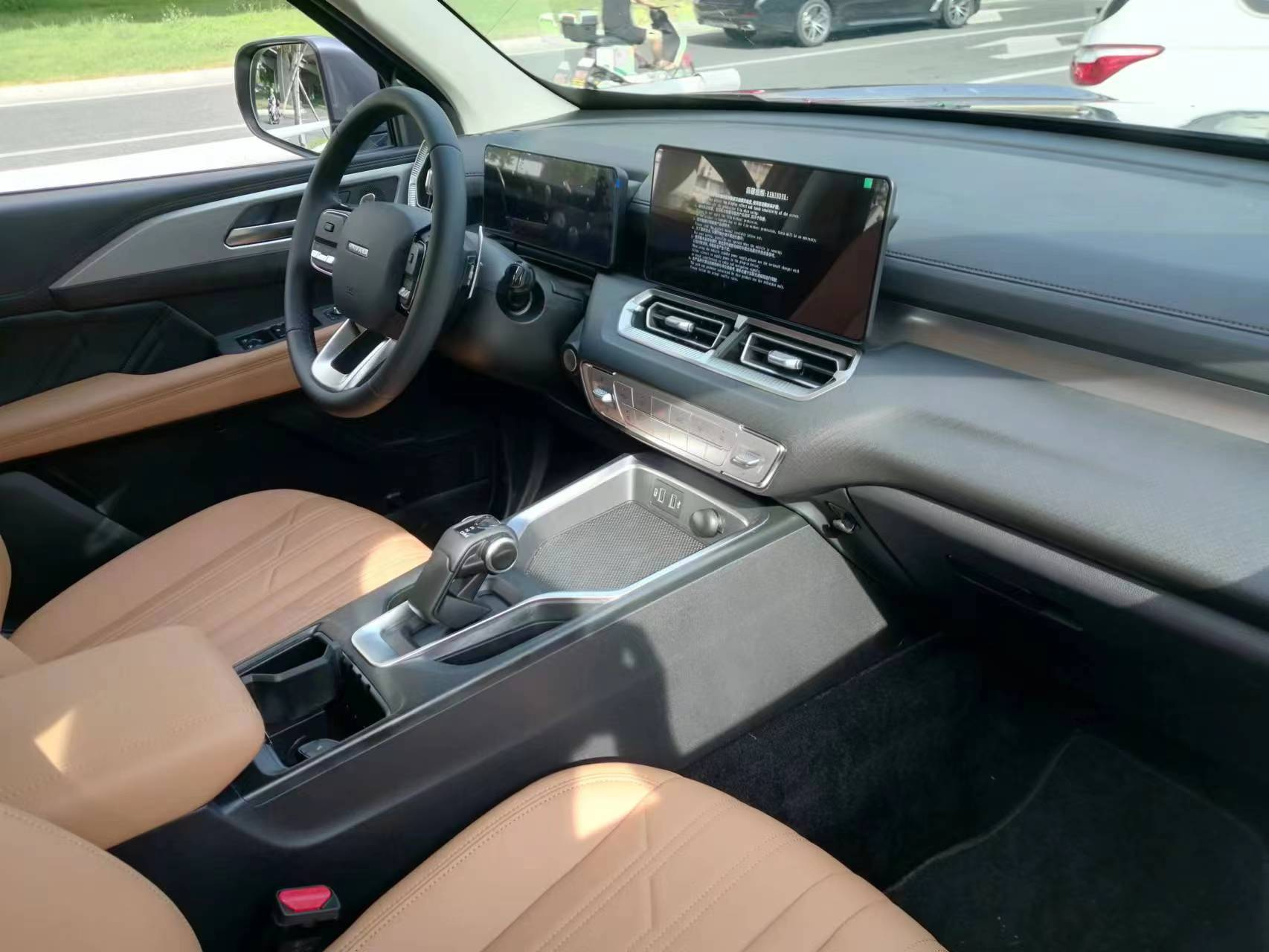
Место водителя